# ケンペンフェルト (駆逐艦・2代)
|          |                                                                                 |
| 艦歴     |                                                                                 |
| 発注     | 1930年                                                                          |
| 起工     | 1930年10月18日                                                                  |
| 進水     | 1931年10月29日                                                                  |
| 就役     | 1932年5月30日                                                                   |
| 退役     |                                                                                 |
| その後   | 1939年10月19日にカナダ海軍に移管                                                |
| 除籍     |                                                                                 |
| 性能諸元 |                                                                                 |
| 排水量   | 基準：1,375トン                                                                 |
| 全長     | 329ft (100m) o/a                                                                |
| 全幅     | 33 ft (10.1 m)                                                                  |
| 吃水     | 12.5 ft (3.8 m)                                                                 |
| 機関     | ヤーロウ・ボイラー3基 パーソンズ式減速タービン、2軸推進、36,000 shp (27,000 kW) |
| 最大速   | 35.5ノット                                                                      |
| 乗員     | 士官10名、兵員171名                                                             |
| 兵装     |                                                                                 |
| モットー | Fideliter (Faithfully)                                                          |

ケンペンフェルト (HMS Kempenfelt, I18) は、イギリス海軍の駆逐艦。C級駆逐艦の1隻。艦名はリチャード・ケンペンフェルト海軍少将に因む。
嚮導駆逐艦であるケンペンフェルトはカナダ海軍に移管されたC級駆逐艦の最後の艦であった。

## 艦歴
「ケンペンフェルト」は1930年10月18日にカウズのJ・サミュエル・ホワイト社で起工した。1年後の1931年10月29日に進水し、1932年5月30日に就役した。就役後直ちに任務に就き、1939年9月の第二次世界大戦の勃発まで活動した。なお当時、大日本帝国海軍が吹雪型駆逐艦で50口径12.7cm砲を搭載したのに対抗して、本艦では試験的に50口径13cm砲（QF 5.1インチ砲Mk.I）が搭載されたものの、重量過大のほか、小さく船体動揺が激しい駆逐艦上での操砲困難が指摘されて、まもなく他の艦と同様の4.7インチ砲に換装された。
第18駆逐艦戦隊に配属された「ケンペンフェルト」はプリマスを拠点として活動し、イギリス海峡およびウェスタンアプローチ南方で船団護衛、対潜哨戒任務に従事した。
9月3日、駆逐艦「アカスタ」、「アケロン」、「アンテロープ」、「アーデント」と共に配備に就き、ポートランド島を拠点とする。
1939年9月28日、「ケンペンフェルト」はニューヘイブン沖でイギリス商船「ヘスター (SS Hester)」と衝突した。事故後はデヴォンポート海軍基地で11月17日まで修理が行われた。
カナダ海軍への移管は10月に承認され、10月19日に正式に移管された。

### カナダ海軍で
カナダ海軍ではアシニボイン (HMCS Assiniboine, I18) の艦名で就役し、その経歴の大半を大西洋を渡る輸送船団の護衛として過ごした。
1942年8月6日、SC96船団護衛中であった「アシニボイン」はドイツ潜水艦「U210」と交戦した。撃ち合いの後「アシニボイン」は2度体当たりを行い、「U210」は沈没した。「アシニボイン」も損傷し、コルベット「ナパニー」に護衛されて8月9日にセントジョンズに到着。それからハリファックスへ向かい、修理を受けた。
1945年2月14日、または15日、汽船「Empire Bond 」と衝突。7月4日、ケベック・シティーへ向かう途中、サグネ川付近でボイラー室の火災が発生。修理の価値無しとされ、8月8日に退役となった。11月、解体地ボルチモアへ曳航される途中、プリンス・エドワード島で座礁。1952年に現地で解体された。